# Cláudia Tomaz
Cláudia Tomaz (Suíça, 1973) é uma cineasta, realizadora, argumentista portuguesa, premiada no Festival Internacional de Cinema de Veneza

## Biografia
Nasceu em 1973.
Licenciou-se em Ciências da Comunicação, ramo de Cinema, pela Faculdade de Ciências Sociais e Humanas da Universidade Nova de Lisboa (1995).
Realizadora de quatro películas - curtas e médias metragens - escreveu diversos projectos não realizados e trabalhou directamente, como assistente técnica e de criação, junto dos realizadores Pedro Costa, Paulo Rocha e José Álvaro Morais.

## Prémios
Noites (2000), a sua primeira longa-metragem, recebeu o prémio para Melhor Filme da Semana da Crítica do Festival Internacional de Cinema de Veneza de 2000.
Nós (2003) foi seleccionado para o Festival de Locarno, na secção Cineastas do Presente, recebendo o Prémio Boccalino que o distinguiu como o melhor filme do festival.

## Filmografia
- Nós (filme) (2003) [5][9]
- Noites (2000)[4]
- Desvio (1998)
- Olhos Claros (1998)